# انتخابات الرئاسة الأمريكية 1872
الانتخابات الرئاسية الأمريكية 1872 هي الانتخابات الرئاسية الأمريكية التي جرت في 5 نوفمبر 1872، لانتخاب رئيس الولايات المتحدة، فاز بالانتخابات يوليسيس جرانت.

## المرشحين
| المرشح        | الحزب | عدد الأصوات |
| ------------- | ----- | ----------- |
| يوليسيس جرانت |       |             |
| هوراس غريلي   |       | 2,834,761   |